# Kruševo (kommun)
Kruševo (makedonska: Крушево) är en kommun i Nordmakedonien. Den ligger i den centrala delen av landet, 70 km söder om huvudstaden Skopje. Antalet invånare är 9 684. Arean är 191 kvadratkilometer.
Följande samhällen finns i kommunen Kruševo:
- Kruševo
- Bučin
- Sveto Mitrani
- Borino
- Norovo
- Aldanci
- Presil
- Vrbofec
- Pusta Reka
- Saždevo
- Jakrenovo
- Selce
- Belušino
- Dolno Divjaci